# جایزه بزرگ کانادا ۱۹۶۹
جایزه بزرگ کانادا ۱۹۶۹ (انگلیسی: ‎1969 Canadian Grand Prix‎) یک مسابقهٔ موتوری در رشتهٔ اتومبیل‌رانی فرمول یک بود که در تاریخ ۲۰ سپتامبر ۱۹۶۹ در پیست مسابقه بین‌المللی موسپورت واقع در انتاریو، کانادا برگزار شد. این گراند پری در میان ۱۱ گراند پری در فصل ۱۹۶۹، مسابقهٔ شمارهٔ ۹ بود.
در این مسابقه که در ۹۰ دور و به مسافت ۳۵۶٫۱۳ کیلومتر (۲۲۱٫۲۸۹ مایل) برگزار شد، پول پوزیشن توسط ژاکی ایکس کسب شد و سریع‌ترین زمان برای طی یک دور پیست که برابر با ۱:۱۸٫۱ بود نیز به‌طور مشترک توسط ژاکی ایکس و جک برابام به‌ترتیب در دورهای ۳۰ و ۶۲ به ثبت رسید.
ژاکی ایکس از تیم برابام-فورد، جک برابام از تیم برابام-فورد و جوهن رایندت از تیم لوتوس-فورد به‌ترتیب مقام‌های اول تا سوم مسابقه را کسب کردند.

## رده‌بندی قهرمانی پس از مسابقه
|       | جایگاه | راننده         | امتیاز |
| ----- | ------ | -------------- | ------ |
|       | ۱      | جکی استوارت    | ۶۰     |
| ۱     | ۲      | ژاکی ایکس      | ۳۱     |
| ۱     | ۳      | بروس مک‌لارن    | ۲۶     |
|       | ۴      | گراهام هیل     | ۱۹     |
|       | ۵      | ژان-پیر بلتویز | ۱۹     |
| منبع: |        |                |        |

|       | جایگاه | سازنده      | امتیاز  |
| ----- | ------ | ----------- | ------- |
|       | ۱      | ماترا-فورد  | ۶۳      |
| ۱     | ۲      | برابام-فورد | ۳۹      |
| ۱     | ۳      | لوتوس-فورد  | ۳۸      |
|       | ۴      | مک‌لارن-فورد | ۲۹ (۳۱) |
|       | ۵      | فراری       | ۵       |
| منبع: |        |             |         |

یادداشت
- تنها پنج جایگاه نخست از هر رده‌بندی نمایش داده شده‌است.